# Stenopterus ater
Stenopterus ater es una especie de escarabajo longicornio del género Stenopterus, tribu, Stenopterini, subfamilia Cerambycinae. Fue descrita por Linné en 1767.

## Descripción
Mide 6-14 mm de longitud.

## Distribución
Se distribuye por Argelia, Bosnia y Herzegovina, Bulgaria, Córcega, Creta, Crimea, Croacia, España, Francia, Italia, Libia, Macedonia, Marruecos, Portugal, Rumanía, Serbia, Cerdeña, Sicilia, Eslovaquia, Eslovenia y Yugoslavia.